# Zbigniew Zamachowski

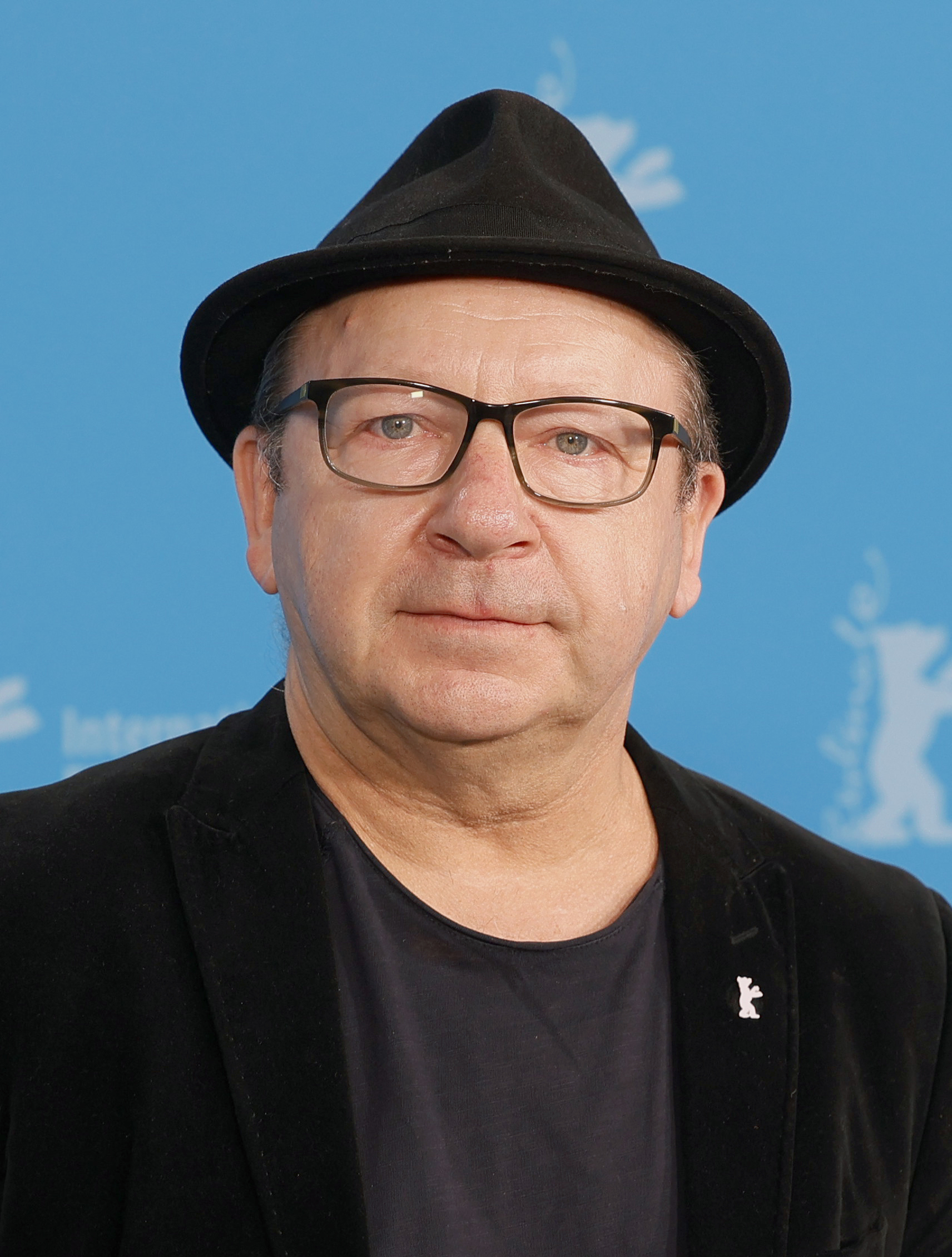
Zbigniew Zamachowski (2024)

Zbigniew Zamachowski (* 17. Juli 1961 in Brzeziny, Łódź) ist ein polnischer Schauspieler.

## Leben
Zbigniew Zamachowski ist einer der erfolgreichsten und meistbeschäftigten Schauspieler in Polen seit den 1990er Jahren. Er hat mit allen großen polnischen Schauspielern und Regisseuren zusammengearbeitet. Dazu kommen zahlreiche internationale Produktionen. 1981 gab er sein Filmdebüt und 1983 sein Theaterdebüt, als er noch Student der Filmhochschule Łódź war, die er 1985 abschloss. Seit 1997 gehört er zum Ensemble des polnischen Nationaltheaters in Warschau. Für seine Hauptrollen in Życie jako śmiertelna choroba przenoszona droga płciową, Robert Glińskis Drama Cześć Tereska und Andrzej Jakimowskis Tragikomödie Zmruż oczy wurde er 2001, 2002 und 2004 mit dem Polnischen Filmpreis ausgezeichnet. Er hat damit die meisten Auszeichnungen als bester Hauptdarsteller in der Geschichte dieses Filmpreises erhalten.
Zbigniew Zamachowski ist mit der Schauspielerin Aleksandra Justa verheiratet und Vater von vier Kindern. Seine Tochter Marysia spielte an seiner Seite in dem deutschen Film Lichter seine Tochter. Tochter Bronisława ist ebenfalls als Schauspielerin tätig.

## Filmografie (Auswahl)

### Polnische Filme
- 1981: Wielka majówka (Regie: Krzysztof Rogulski)
- 1988: Dekalog, Zehn (Dekalog, dziesięć, Regie: Krzysztof Kieślowski)
- 1990: Korczak (Regie: Andrzej Wajda)
- 1994: Drei Farben: Weiß (Trzy kolory: Biały, Regie: Krzysztof Kieślowski)
- 1995: Die Tollkühne List des Oberst Kwiatkowski (Pulkownik Kwiatkowski, Regie: Kazimierz Kutz)
- 1997: Szczesliwego Nowego Jorku (Regie: Janusz Zaorski)
- 1998: Demony wojny według Goi (Regie: Władysław Pasikowski)
- 1999: Mit Feuer und Schwert (Ogniem i mieczem, Regie: Jerzy Hoffman)
- 2000: Prymas – Drei Jahre aus Tausend (Prymas - trzy lata z tysiaca, Regie: Teresa Kotlarczyk)
- 2001: Weiser (Regie: Wojciech Marczewski)
- 2001: Cześć Tereska (Regie: Robert Gliński)
- 2002: Zmruż oczy (Regie: Andrzej Jakimowski)
- 2003: Żurek (Regie: Ryszard Brylski)
- 2006: Dublerzy (Regie: Marcin Ziebinski)
- 2012: Pokłosie (Regie: Władysław Pasikowski)
- 2013: Gabriel (Regie: Mikolaj Haremski)
- 2013: Wałęsa. Der Mann aus Hoffnung (Wałęsa. Człowiek z nadziei, Regie: Andrzej Wajda)
- 2014: Jack Strong (Regie: Władysław Pasikowski)
- 2014: Bogowie (Regie: Łukasz Palkowski)
- 2016: 7 rzeczy, których nie wiecie o facetach (Regie: Kinga Lewińska)
- 2017: Listy do M. 3 (Regie: Tomasz Konecki)
- 2018: Pitbull. Ostatni pies (Regie: Władysław Pasikowski)
- 2019: Der Kurier – Sein Leben für die Freiheit (Kurier) (Regie: Władysław Pasikowski)
- 2019: Polityka (Regie: Patryk Vega)
- 2019: Pół wieku poezji później (Regie: Jakub Nurzyński)
- 2020: Bad Boy (Regie: Patryk Vega)

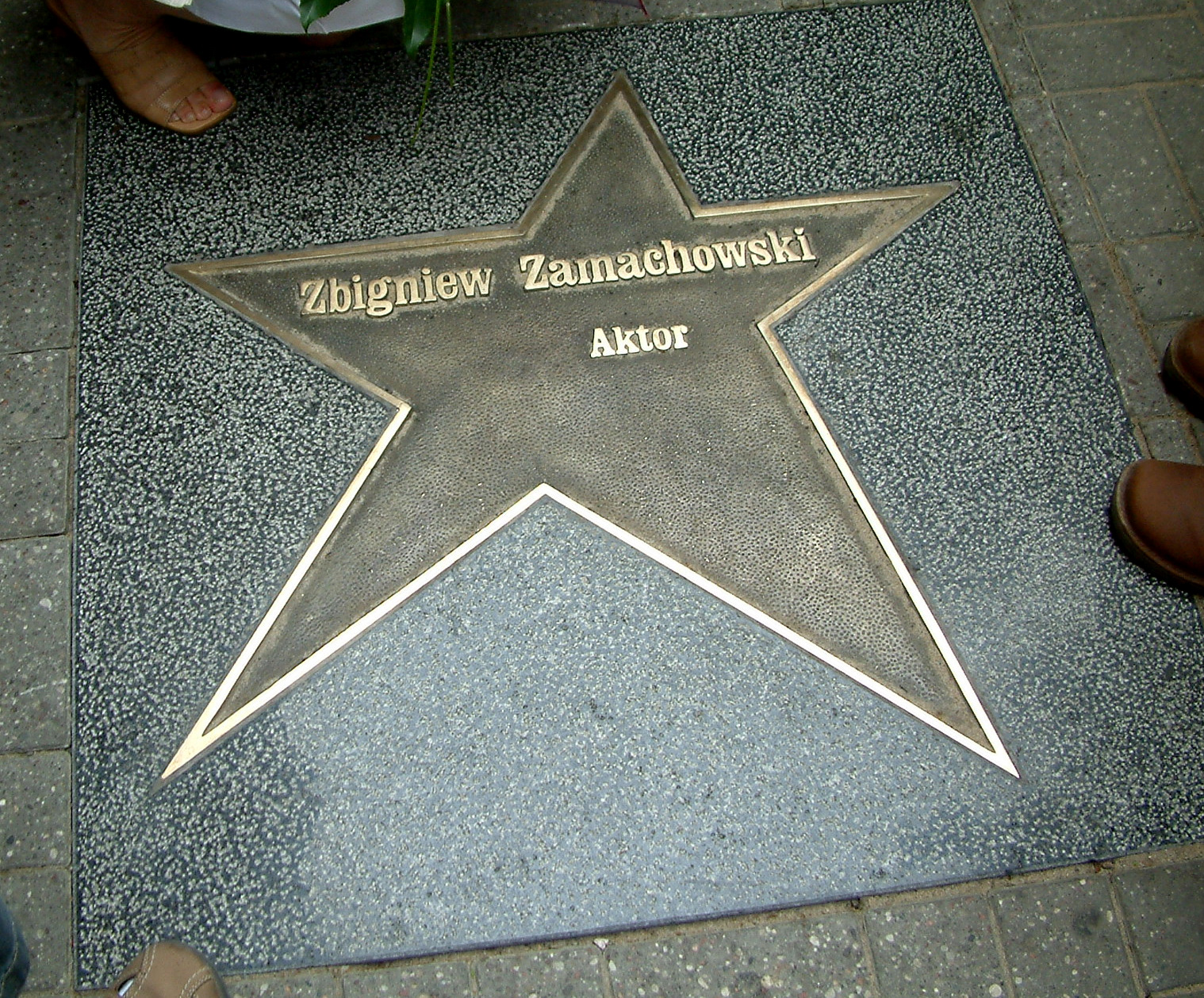
Zamachowskis Stern auf dem Walk of Fame in Łódź

### Internationale Filme
- 1998: 23 – Nichts ist so wie es scheint (Regie: Hans-Christian Schmid)
- 2000: Cabin Fever (Når nettene blir lange, Regie: Mona J. Hoel)
- 2000: Lebenszeichen – Proof of Life (Proof of Life, Regie: Taylor Hackford)
- 2001: Lightmaker (Regie: Dieter Meier)
- 2002: Der Pianist (The Pianist, Regie: Roman Polański)
- 2003: Lichter (Regie: Hans-Christian Schmid)
- 2003: Birkenau und Rosenfeld (La Petite prairie aux bouleaux, Regie: Marceline Loridan Ivens)
- 2005: Unkenrufe – Zeit der Versöhnung (Regie: Robert Gliński)
- 2009: Mitten im Sturm (Within the Whirlwind, Regie: Marleen Gorris)
- 2011: Sommer auf dem Land (Święta krowa, Regie: Radek Wegrzyn)
- 2013: Lauf Junge lauf (Regie: Pepe Danquart)
- 2016: Dark Crimes (Regie: Alexandros Avranas)
- 2020: Sweat (Regie: Magnus von Horn)
- 2021: Da kommt noch was (Regie: Mareille Klein)
- 2024: Treasure – Familie ist ein fremdes Land (Regie: Julia von Heinz)

## Theaterrollen
- 1986: Filch in Die Dreigroschenoper von Bertolt Brecht – Regie: Jerzy Grzegorzewski
- 1987: Mehrere Rollen in Die Totenfeier von Adam Mickiewicz – Regie: Jerzy Grzegorzewski
- 1993: Titelrolle in Onkel Wanja von Anton P. Tschechow – Regie: Jerzy Grzegorzewski
- 1995: Alceste in Der Menschenfeind von Molière – Regie: Ewa Bułhak
- 1998: Ignacy in Hochzeit von Witold Gombrowicz – Regie: Jerzy Grzegorzewski
- 2000: Der Poet in Die Hochzeitsfeier von Stanisław Wyspiański – Regie: Jerzy Grzegorzewski
- 2003: Ulica Szarlatanów von Konstanty Ildefons Gałczyński – Regie: Jerzy Satanowski
- 2004: Tod eines Handlungsreisenden von Arthur Miller – Regie: Kazimierz Kutz
- 2006: Warten auf Godot von Samuel Beckett – Regie: Antoni Libera